# Kanadische Badmintonmeisterschaft 1930
Die Kanadische Badmintonmeisterschaft 1930 fand Anfang März 1930 in Montreal statt.

## Finalresultate
| Disziplin    | Sieger                         | Finalist                    | Ergebnis          |
| ------------ | ------------------------------ | --------------------------- | ----------------- |
| Herreneinzel | Jack Purcell                   | Noel B. Radford             | 15-1, 15-5        |
| Dameneinzel  | Yvette Porteous                | Norma Hall                  | 12-14, 11-5, 11-2 |
| Herrendoppel | G. G. Blackstock Cyril Andrews | A. B. Massey Terry Sheard   | 11-15, 15-5, 15-5 |
| Damendoppel  | V. Woodman Eileen George       | H. F. Wright Ruth Robertson | 15-6, 15-10       |
| Mixed        | Jack Underhill Eileen George   | Noel B. Radford V. Woodman  | 15-6, 15-6        |